# 3,3-Dimetil-1-butanol
3,3-Dimetil-1-butanol (DMB) je strukturni analog holina.

## Efekti
DMB inhibira formiranje mikrobnog trimetilamina (TMA) kod miševa i ljudi, čime se redukuju nivoi trimetilamin N-oksida u plazmi (TMAO) nakon holinske ili karnitinske suplementacije. On konsekventno inhibira formiranje holinski pojačanih endogenih makrofagnih penastih ćelija i razviće ateroskleroznih povreda kod miševa bez promena nivoa circulišućeg holesterola.